# Аурора (албум)
Аурора је трећи студијски албум српске певачице Николије. Објављен је на дигиталне музичке платформе 4. децембра 2022. године за Made In BLKN, а у дистрибуцији издавачке куће IDJTunes. Аурора садржи седам песама, које је Николија претходно објавила као синглове.

## Позадина албума
Главни сингл, Гринго, објављен је 2. априла 2022. године. Николија је албум најавила у мају, а његов назив је открила следећег месеца. На насловној нумери албума Аурора Николија је сарађивала са босанском певачицом и победницом музичког такмичења IDJ Show, Амном Алајбеговић. Сингл Аурора је заузео 24. место Билбордове музичке лествице у Хрватској.
Николија је промовисала албум наступом на MAC додели награда у Штарк арени, 26. јануара 2023. године, где је такође за песму Пилот освојила награду у категорији Треп нумера женског извођача.

## Списак песама
| №  | Назив             | Аутор(и)                                               | Продуцент(и)  | Трајање |  |
| 1. | Гринго            | Албино Андријано Ајзи                                  | Јан Магдевски | 02:31   |  |
| 2. | Гле гле           | Иван Обрадовић Ђорђе Ђорђевић                          | Јан Магдевски | 02:20   |  |
| 3. | Аурора (са Амном) | Албино Андријано Ајзи                                  | Јан Магдевски | 02:52   |  |
| 4. | Без накита        | Албино Андријано Ајзи                                  | Јан Магдевски | 02:52   |  |
| 5. | Додоле            | Теодора Павловска Андријано Ајзи Предраг Ристић        | Јан Магдевски | 02:22   |  |
| 6. | Пилот             | Огњен Јованов Клемен Зупанчић                          | Јан Магдевски | 02:39   |  |
| 7. | Гучи мама         | Теодора Павловска Предраг Ристић Реља Торино Лаки Соса | Јан Магдевски | 01:55   |  |